# Hendrick Zwaardecroon
Hendrick Zwaardecroon (Rotterdam, 26 januari 1667 - Batavia, 12 augustus 1728) was een Nederlands gouverneur-generaal van de Vereenigde Oostindische Compagnie (VOC).

## Loopbaan
Zwaardecroon was een kleinzoon van de gelijknamige (remonstrantse) rector van de illustere school. Hij werd in december 1684 aangenomen in dienst van de Oostindische Compagnie en als secretaris toegevoegd aan de commissaris-generaal H.A. van Reede tot Drakestein. In diens gezelschap vertrok hij op 24 december met de Purmer van de kamer van Amsterdam naar Indië en kwam op 27 augustus daarop volgend in Batavia aan, waar hij al snel met zijn chef naar Voor-Indië vertrok. Gedurende diens gehele commissariaat - tot 1691 - bleef Zwaardecroon aan hem toegevoegd. Na achtereenvolgens de rangen van boekhouder en onderkoopman te hebben bekleed werd hij op 30 december 1689 bevorderd tot koopman. In die functie ging Zwaardecroon naar Batavia, waar hij op 10 mei 1694 werd benoemd tot opperkoopman en aangesteld als commandeur te Jaffanapatnam (Ceylon).
Op 13 april 1696 werd hij aangesteld tot commissaris aan de kust van Malabar en benoemd tot waarnemend gouverneur van Ceylon. Op 23 juni 1699 werd Zwaardecroon benoemd tot directeur van Suratte en in 1703 naar Batavia uitgenodigd om als secretaris van de regering op te treden. In 1704 werd door de bewindhebbers aan Joan van Hoorn opnieuw gevraagd het generalaat te aanvaarden, maar deze stelde als eis dat Zwaardecroon dan in de Raad van Indië zou worden opgenomen. Deze werd nu op 4 augustus van dat jaar tot Raad-extra-ordinaris benoemd. Daarnaast verkreeg hij op 30 oktober 1709 de functie van president van de Heemraden, belast met het op orde houden van het kadaster. Zwaardecroon werd in 1715 benoemd tot Raad-ordinarius; in deze functie weigerde hij in 1716 herhaaldelijk om als commissaris naar Malabar te gaan; gouverneur-generaal Christoffel van Swol, die met Zwaardecroon overhoop lag, had hem daarheen graag verwijderd zien worden. Op 13 november 1718 werd hij benoemd tot gouverneur-generaal, nadat de al oude directeur-generaal Frans Casteleyn voor die functie bedankt had. Zwaardecroon legde op 8 juli 1725 deze functie neer, nadat bewindhebbers hem op zijn verzoek met reputatie ontslag hadden verleend. Tot zijn dood bleef hij op zijn landgoed Kadoewang wonen. Zijn graf bevond zich in de Portugese Buitenkerk.

## Werk en persoon van Zwaardecroon

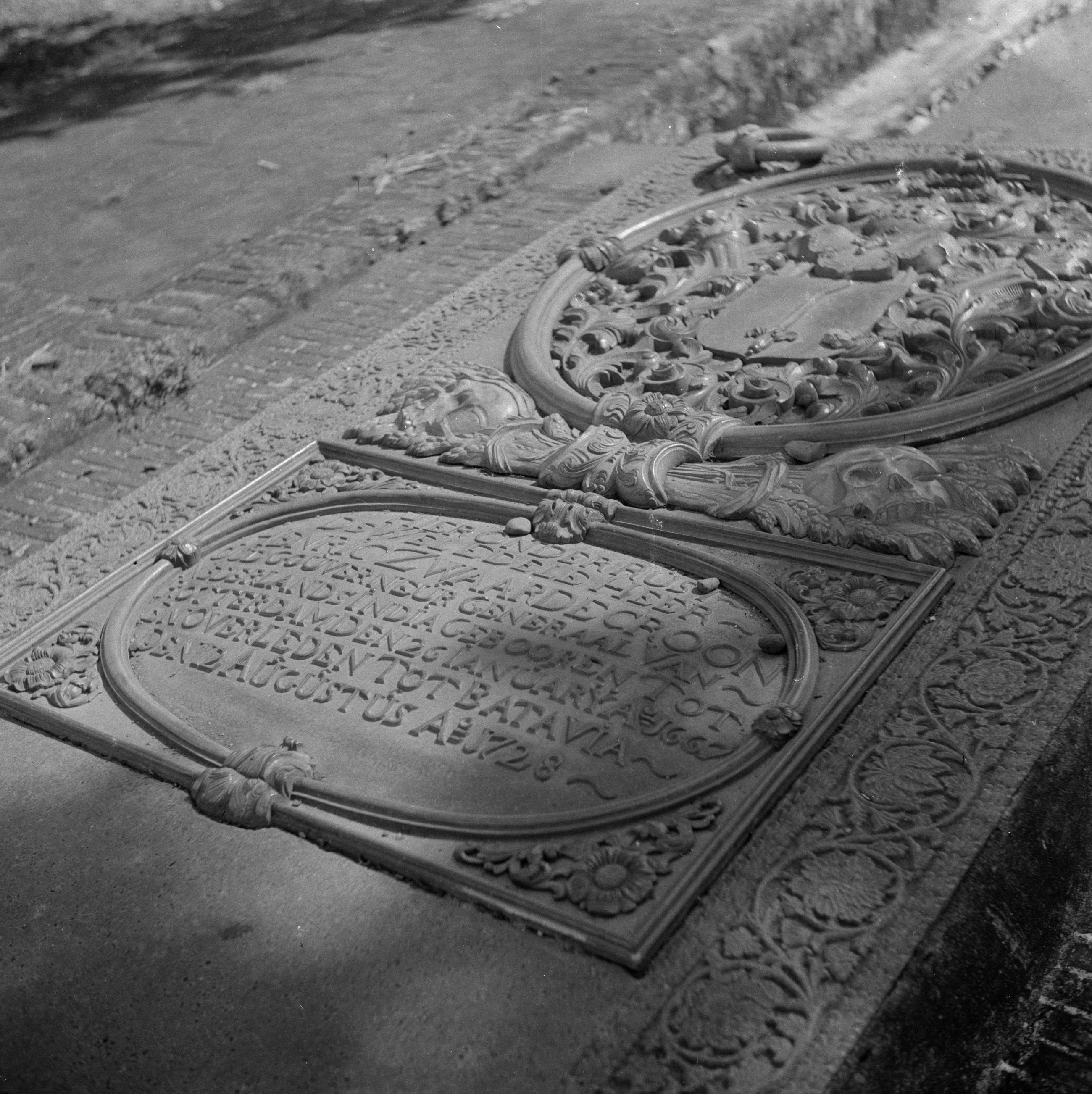
Het graf van Zwaardecroon in Batavia

Zwaardecroon was sterk in zijn sympathieën en antipathieën. Sommigen verhieven hem en anderen haatten hem. A. van Riebeeck was zeer met hem bevriend en wees hem aan als voogd van zijn zoon. Van Swoll daarentegen was een van zijn ergste vijanden en de kring om hem heen stelde over Zwaardecroon: dat Zwaardecroon voor niets terugdeinsde, waar het de bevrediging van zijn kwade driften gold. A. Du Bois, onder invloed van Valentijn, stelde echter: un homme agréable, splendide, intelligent, habile et expéditif. Zwaardecroon stelde veel belang in de aanplant van koffie op Java; gedurende zijn generalaat zette hij de aanplant krachtig door, hoewel de bewindhebbers, die ontmoedigd waren door de pessimistische berichten van Van Swoll, daar niet veel van verwachtten. Zij zagen liever dat er eerst proeven werden genomen op Ceylon en Ambon. Zwaardecroon wees de bewindhebbers ook op het verderfelijke van de herhaalde wisselingen in prijsbepaling en het te accepteren minimum.
Hij interesseerde zich ook daadwerkelijk voor de invoering der zijdeteelt op Java en de bereiding van plantaardige verfstoffen. Zwaardecroon verkreeg voor zijn moeite en attentie die hij heeft betoond voor de cultures van zijde en verfstoffen op Java een vergulde zilveren beker, die hem echter niet meer bereikte voor zijn dood en aan het Rijksmuseum werd geschonken. Hij trachtte een einde te maken aan de knoeierijen der ambtenaren. Toen een groots opgezette morshandel aan het licht kwam liet hij, in april 1722, niet minder dan 26 compagniesdienaren, waaronder elf Europese kwartiermeesters, onthoofden.
De Chinese handel op Batavia, die te gronde was gegaan door het optreden van Van Swoll, werd door Zwaardecroon hersteld. Hij slaagde erin de Chinese jonken opnieuw naar Batavia te krijgen. Ook trad hij krachtig op tegen de schending van het monopolie van de Compagnie door Mr. Jacob de Roggeveen. In Den Haag en Tilburg werden later straten naar Hendrick Zwaardecroon genoemd.
Gouverneur-generaal van de VOC

Both · 
Gerard Reynst · 
Reael · 
Coen · 
Carpentier · 
Coen · 
Specx · 
Brouwer · 
Van Diemen · 
Van der Lijn · 
Carel Reyniersz · 
Maetsuycker · 
Rijcklof van Goens · 
Speelman · 
Camphuys · 
Van Outhoorn · 
Van Hoorn · 
Van Riebeeck · 
Van Swol · 
Zwaardecroon · 
De Haan · 
Durven · 
Van Cloon · 
Patras · 
Valckenier · 
Thedens · 
Van Imhoff · 
Mossel · 
Van der Parra · 
Van Riemsdijk · 
De Klerk · 
Alting

 

Gouverneur-generaal van staatswege

Van Overstraten · 
Siberg · 
Wiese · 
Daendels · 
(Britse interventie: Raffles en Fendall) · 
Van der Capellen · 
De Kock · 
Du Bus de Gisignies · 
Van den Bosch · 
Baud · 
De Eerens · 
Van Hogendorp · 
Merkus · 
Jan Reijnst · 
Rochussen · 
Duymaer van Twist · 
Pahud · 
Prins · 
Sloet van de Beele · 
Prins · 
Mijer · 
Loudon · 
Van Lansberge · 
s'Jacob · 
Van Rees · 
Pijnacker Hordijk · 
Van der Wijck · 
Rooseboom · 
Van Heutsz · 
Idenburg · 
Van Limburg Stirum · 
Fock · 
De Graeff · 
De Jonge · 
Tjarda van Starkenborgh Stachouwer
- International Standard Name Identifier: 0000 0003 9426 8114
- Nederlandse Thesaurus van Auteursnamen: 163810575
- Virtual International Authority File: 288742916
- WorldCat: E39PBJwRPwWG68yXqpyFYwjgrq